# 1654年臺灣
本條目介紹臺灣於1654年所發生的歷史事件，以及該年重要台灣人物的生卒日期。這年是荷蘭東印度公司於臺南開啟荷蘭統治時期的第三十一年。這一年荷蘭人繪製了〈淡水及其附近村落並雞籠島之圖（Kaartje van Tamsuy en omleggende dorpen, zoo mede het eilandje Kelang）〉，又稱〈大臺北古地圖〉。

## 政府

臺灣長官：康納利斯·西撒爾

## 大事記
- 5月10日：臺灣南部遭到蝗蟲侵襲，隔日蝗蟲入侵大員[2]。
- 5月21日：荷蘭人為蝗災舉辦禱告會，隔日在赤崁、鹿耳門等地海岸發現大量蝗蟲屍體，讓荷蘭人一度以為災難已過去，但不久就在大目降（今臺南新化）的田園裡發現蝗蟲幼蟲[2]。
- 5月23日：蝗蟲群飛過虎尾壠（今雲林虎尾）[2]。
- 5月24日：蝗蟲群飛到今彰化二林，停留的四、五天裡吃掉不少農作物[2]。
- 6月6日：蝗蟲群飛到今新北市淡水區[2]。
- 6月12日：蝗蟲群飛到今基隆市一帶[2]。